# Le Vanneau-Irleau
Le Vanneau-Irleau – miejscowość i gmina we Francji, w regionie Nowa Akwitania, w departamencie Deux-Sèvres.
Według danych na rok 1990 gminę zamieszkiwało 767 osób, a gęstość zaludnienia wynosiła 54 osób/km² (wśród 1467 gmin regionu Poitou-Charentes Le Vanneau-Irleau plasuje się na 396. miejscu pod względem liczby ludności, natomiast pod względem powierzchni na miejscu 623.).